# Newcastle (Saint Kitts och Nevis)
Newcastle är en parishhuvudort i Saint Kitts och Nevis.   Den ligger på ön Nevis i parishen Saint James Windward, i den sydöstra delen av landet, 18 km sydost om huvudstaden Basseterre. Newcastle ligger 27 meter över havet och antalet invånare är 493. Strax öster om Newcastle ligger Vance W. Amory International Airport.